# Morti nel 1995/Senza giorno specificato
| Questa pagina contiene informazioni ricavate automaticamente dalle voci biografiche con l'ausilio del template Bio e di un bot. L'aggiornamento è periodico e automatico e ricostruisce completamente la pagina. Se manca una persona in questa lista, sei pregato di non aggiungerla, ma accertati piuttosto che la sua voce biografica contenga il template Bio e che i dati anagrafici siano correttamente compilati. Se il template Bio manca, inseriscilo tu stesso o, in alternativa, metti l'avviso {{tmp\|Bio}} che ne segnala la mancanza. Se i dati riportati sono sbagliati, correggi direttamente la voce biografica; le modifiche saranno visibili in questa lista entro pochi giorni. Per chiarimenti vedi il progetto biografie. La lista contiene solo le 102 persone che sono citate nell'enciclopedia e per le quali è stato implementato correttamente il template Bio. Pagina aggiornata al 26 lug 2025. |

- Giorgio Achermann, giornalista e ambientalista svizzero (n. 1907)
- Julio Alejandro, scrittore, poeta e sceneggiatore spagnolo (n. 1906)
- Carla Angelini, partigiana italiana (n. 1923)
- Rafael Aragón Cabrera, dirigente sportivo argentino (n. 1911)
- Nello Ascoli, attore cinematografico e attore teatrale italiano (n. 1910)
- Alberto Bagagiolo, politico italiano (n. 1907)
- Elio Balletti, scenografo italiano
- Guido Basso, pittore italiano (n. 1923)
- Jacqueline Beaujeu-Garnier, geografa francese (n. 1917)
- Walter Beerli, calciatore svizzero (n. 1928)
- Pierre Benoit, zoologo e aracnologo belga (n. 1920)
- Félix Benoit, storico francese (n. 1917)
- Bruno Berellini, partigiano francese (n. 1925)
- Umberto Borla, generale e partigiano italiano (n. 1904)
- Giovanni Calendoli, critico teatrale, saggista e politico italiano (n. 1912)
- Marco Capoferri, pilota automobilistico e pilota motonautico italiano (n. 1943)
- Wilhelm Freddie, pittore, scultore e regista danese (n. 1909)
- Jeanne Carola Francesconi, scrittrice italiana (n. 1903)
- Giorgio Casali, fotografo italiano (n. 1913)
- Gigi Castellani, pittore italiano (n. 1908)
- Lido Catelli, calciatore italiano (n. 1923)
- Marco Ceriani, presbitero e storico italiano (n. 1906)
- Roger Chaput, musicista e chitarrista francese (n. 1909)
- Aldo Cibaldi, poeta e pedagogo italiano (n. 1914)
- Giovanni Cristini, poeta e giornalista italiano (n. 1925)
- Renata Cuneo, scultrice e ceramista italiana (n. 1903)
- Julio Curatella, canottiere argentino (n. 1911)
- Werther Curti, politico italiano (n. 1916)
- Ken Dagnall, arbitro di calcio britannico (n. 1921)
- Buffy Dee, attore, cabarettista e batterista statunitense (n. 1923)
- Lucia Drudi Demby, scrittrice, traduttrice e sceneggiatrice italiana (n. 1924)
- Carlo Dusi, pittore italiano (n. 1917)
- Godwin Ekhart, pittore austriaco (n. 1932)
- Wilhelm Flenner, sollevatore austriaco (n. 1922)
- Marco Franco, giocatore di calcio a 5 italiano (n. 1956)
- Eric Fright, calciatore inglese (n. 1917)
- Rodolfo Gavazzi, nobile italiano (n. 1908)
- Carlo Francesco Gay, generale italiano (n. 1914)
- Egidio Gherlizza, fumettista, disegnatore e drammaturgo italiano (n. 1909)
- Louis Gobet, calciatore svizzero (n. 1908)
- Ol'ga Gomel'skaja, cestista sovietica (n. 1931)
- Arthur Grady, pallanuotista britannico (n. 1922)
- Alberto Graziadei, pittore italiano (n. 1907)
- George Green, calciatore inglese (n. 1914)
- Jorge Gudiño, cestista messicano (n. 1920)
- Giovanni Cesare Guidi, stilista italiano (n. 1908)
- Elsa Haertter, fotografa tedesca (n. 1908)
- Constance Heaven, scrittrice inglese (n. 1911)
- Anne Catherine Hof Blinks, botanica statunitense (n. 1903)
- Gunnar Huseby, pesista e discobolo islandese (n. 1923)
- Gordan Irović, calciatore jugoslavo (n. 1934)
- Masako Katsura, giocatrice di biliardo giapponese (n. 1913)
- Sofia Kritikou, centenaria greca (n. 1895)
- German Lavrov, regista sovietico (n. 1929)
- Chiara Longo, cestista italiana (n. 1951)
- Lucio Stellario d'Angiolini, urbanista italiano (n. 1918)
- Takīs Maglos, cestista greco
- Lorenzo Mannozzi Torini, italiano (n. 1908)
- Roberto Marchetti, biologo italiano (n. 1930)
- Lulù Marinelli, attrice italiana (n. 1914)
- Abdul Ali Mazari, politico afghano (n. 1947)
- Rogelio Melencio, cestista e allenatore di pallacanestro filippino (n. 1939)
- Giuseppe Mesirca, saggista italiano (n. 1910)
- Dimităr Milanov, calciatore bulgaro (n. 1928)
- Rocco Motto, imprenditore e carrozziere italiano (n. 1904)
- Alicia Navarro, modella spagnola (n. 1915)
- Achmad Nawir, calciatore indonesiano (n. 1911)
- Aurel Neagu, cestista e giornalista rumeno (n. 1921)
- Nejčo Nejčev, cestista e allenatore di pallacanestro bulgaro (n. 1930)
- O Su-cheol, cestista sudcoreano (n. 1917)
- Gary Owen, giocatore di snooker gallese (n. 1929)
- Stefano Paciello, architetto italiano (n. 1925)
- Leone Pancaldi, pittore e architetto italiano (n. 1915)
- Wally Parobec, cestista canadese (n. 1929)
- Franz Pfyffer von Altishofen, ufficiale svizzero (n. 1917)
- Umberto Piombino, scultore e ceramista italiano (n. 1920)
- Don Powell, cantante, compositore e attore statunitense (n. 1936)
- Corrado Ricci, generale e aviatore italiano (n. 1912)
- Fosco Risorti, calciatore italiano (n. 1921)
- Santiago Rodríguez Bonome, scultore spagnolo (n. 1901)
- Angelo Saraceno, dirigente d'azienda e banchiere italiano (n. 1908)
- Giuseppe Maria Sciacca, filosofo italiano (n. 1912)
- Herbert Sichel, statistico sudafricano (n. 1915)
- Nadežda Šitikova, schermitrice sovietica (n. 1923)
- Vitalij Sorokin, nuotatore sovietico (n. 1935)
- Ignazio Spalla, attore italiano (n. 1924)
- Anni Steuer, ostacolista tedesca (n. 1913)
- Joseph Franz Strachota, pittore e artista austriaco
- Muriel Streeter, pittrice statunitense (n. 1913)
- Takaji Takebayashi, nuotatore e pallanuotista giapponese (n. 1909)
- Tal'at Fu'ad Qasim, egiziano
- Tevfik Tankut, cestista e nuotatore turco (n. 1924)
- Juan Guillermo Thompson, cestista cileno (n. 1938)
- Barbara Margaret Trimble, scrittrice britannica (n. 1921)
- Maggiorino Vespa, partigiano e antifascista italiano (n. 1921)
- Giacomo Vittone, pittore e disegnatore italiano (n. 1898)
- John Wainwright, scrittore inglese (n. 1921)
- Carl Whitaker, psichiatra statunitense (n. 1912)
- Ken Whitfield, calciatore inglese (n. 1930)
- André Zanotto, giornalista, scrittrice e storica italiana (n. 1933)
- Amīnah al-Saʿīd, giornalista e attivista egiziana (n. 1914)
- Franco d'Aspro, scultore italiano (n. 1911)